# 후지이번
후지이 번(일본어: 藤井藩 후지이한[*])은 일본 에도 시대 전기 에치고국 내에 있던 번으로, 지금의 니가타현 가시와자키시 후지이에 있었다. 거성은 후지이 성, 도요오카 성이다.

## 번의 역사
겐나 원년(1615년), 이나가키 시게쓰나가 오사카 전투에서 전공을 거두어, 그 이듬해에 고즈케국 이세사키번 1만 석 영지에서 후지이 2만 석 영지로 추가 이봉되면서 후지이 번이 성립되었다. 그러나 겐나 6년(1620년), 시게쓰나는 3천 석의 영지를 추가로 받고 산조번으로 옮겨가게 되었고, 후지이 번은 이에 따라 폐지되었다.

## 역대 번주
이나가키 가문
- 이나가키 시게쓰나(稲垣重綱) 재위 1616년 ~ 1620년

## 같이 보기
- 번 목록